# José Luis Ribera
José Luis Ribera Uranga, conocido como Ribera (n. Azcoitia, Guipúzcoa, 1 de junio de 1965), futbolista (profesional retirado) español. Miembro del llamado Super Depor, equipo que sorprendió a principios de los noventa haciendo del modesto equipo coruñés uno de los grandes de la liga española. Actualmente es entrenador del Real Unión Club.

## Trayectoria
Se formó en las categoría inferiores de la Real Sociedad hasta que la temporada 1984-1985 debuta en primera división con el primer equipo de la Real Sociedad. No se consolida en el primer equipo y recala en el Sestao Sport Club. Tras una buena temporada es fichado por el Real Burgos en la temporada 1989-90, con el que realiza una gran temporada en Segunda División y consigue el ascenso a la máxima categoría.
Al año siguiente el Burgos se va a convertir en uno de los equipos revelación de la liga española clasificándose finalmente en una digna undécima posición. De aquel equipo destacaron sobre todo la delantera formada por el bosnio Juric y el rumano Balint, y el centro de la defensa formado por Alejandro Rodríguez López y Ribera que junto al portero Agustín Elduayen hicieron que el equipo fuera un verdadero fortín.
Su buena temporada en primera división hace que se fije en él equipos de mayor presupuesto, entre ellos el recién ascendido Deportivo de La Coruña. Tras algunas polémicas y enemistades por la forma de salir del club Ribera finalmente ficha por el Deportivo de la Coruña, donde tras una primera temporada en que el equipo se salva por la promoción, va a comenzar a formar parte de la historia del club coruñés.
En su segunda temporada en el club se clasifican en tercera posición disputando la liga contra el Real Madrid y el Barcelona hasta pocas jornadas del final. Formó parte así de aquel equipo que fue llamado Super-Depor y que todavía es recordado por los buenos aficionados al fútbol: Liaño, Albístegui, Nando, Ribera, Djukic, López Rekarte, Mauro Silva, Fran, Adolfo Aldana, Claudio Barragán y Bebeto. Juega en el Depor hasta la temporada 1996-97. Con Djukic formó un tándem que llevó a Liaño a adjudicarse el Trofeo Zamora, además participó en los primeros títulos de Copa del Rey y supercopa de España que logró la entidad.
Dejado el fútbol se hace entrenador y entrena a las categoría inferiores de la Real Sociedad. Entrenó al Lagun Onak de Azpeitia y fue segundo entrenador de la SD Eibar junto con José María Amorrortu. Las dos últimas jornadas de la temporada 2003/2004, tras la marcha de Amorrortu a la Real Sociedad entreno a la SD Eibar. Posteriormente es reclamado por el club para que sea el segundo entrenador de Miguel Ángel Lotina en la temporada 2006/2007. También fue ayudante de Lotina en sus etapas en la Real Sociedad, Deportivo de La Coruña y Villarreal, hasta 2012. El 6 de junio de 2012 se desvincula de Lotina y firma como entrenador del Sestao River Club.
El 13 de julio de 2015 se confirmó su fichaje por el Real Valladolid como ayudante en las tareas de analista de Gaizka Garitano.
El 10 de junio de 2016 ficha como analista del Deportivo de La Coruña junto con Gaizka Garitano.
El 3 de diciembre de 2017, se convierte en entrenador del Real Unión Club tras la destitución de Asier Santana.

## Clubes como entrenador
| Club                                        | País   | Año       |
| ------------------------------------------- | ------ | --------- |
| SD Eibar (Segundo entrenador)               | España | 2003-2004 |
| SD Eibar                                    | España | 2004      |
| Real Sociedad (Segundo entrenador)          | España | 2006-2007 |
| Deportivo de la Coruña (Segundo entrenador) | España | 2007-2011 |
| Villareal CF (Segundo entrenador)           | España | 2012      |
| Sestao River                                | España | 2012-2013 |
| Real Valladolid (Segundo entrenador)        | España | 2015-2016 |
| Real Unión Club                             | España | 2017-     |
| Lagun Onak                                  | España | 2013-2024 |